# 도나텔로 (닌자 거북이)
도나텔로(Donatello)는 《닌자 거북이》의 등장인물이다.

## 개요
기계천재. 기술 교육을 별도로 받지도 않았지만, 다양한 기계들을 이해할 수 있는 신비로운 능력을 가지고 있다. 이렇듯 일행 중 가장 똑똑한 그는 한마디로 타고난 엔지니어이다. 어려서부터 부품들을 분리했다가 성능 개조를 해서 다시 결합하는 데 능숙했다. 무기는 장봉(Bo-Staff). 보라색 두건을 착용하고 있다.